# 岡本馬太郎

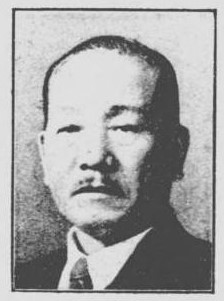
岡本馬太郎

岡本 馬太郎（おかもと うまたろう、1881年〈明治14年〉10月4日 - 1958年〈昭和33年〉4月30日）は、日本の政治家。衆議院議員（1期）。

## 経歴
愛媛県風早郡横谷村（温泉郡河野村、北条町、北条市を経て現松山市横谷）出身。1901年愛媛県小学校教員養成所(現・愛媛大学教育学部)卒。小学校教諭、河野村長、愛媛県議、同議長、県農会長、同乾繭組合連合会長となる。
1942年の第21回衆議院議員総選挙では愛媛1区(当時)から翼賛政治体制協議会の推薦を受けて当選する。戦後は日本進歩党に入ったが、推薦議員のため公職追放となった。1951年追放解除。1958年死去。